# Hofje van de Ridder van Wouw
Het Hofje van de Ridder van Wouw in Den Haag was een hofje uit de 17de eeuw.

## Geschiedenis
Het hofje werd in 1649 gesticht door Mr. Bartholomeus van Wouw, ridder in de Orde van Sint-Michiel, en bestond uit twee woonhuizen. De veel grotere hof van zijn zus Cornelia stond daar pal naast. Dit hofje werd in 1733 in twee delen aan de Lutherse Kerk verkocht, met als gevolg dat er tien huisjes bij werden gebouwd. De opbrengst ging naar de regenten van de Hof van Wouw.
Het Lutherse diaconiehofje werd rond 1888 door de regenten van het Hofje Floris Van Dam gekocht en lieten het hele complex afbreken. Zij realiseerde op de plek een nieuwbouw hofje met de naam Hofje van Dam.